# CriticAtac
CriticAtac este o platformă intelectuală de stânga, cuprinzând analize, eseuri, interviuri și investigații, predominant în română, dar și în engleză, dedicate criticii socio-politice a actualității. Coordonatorii CriticAtac sunt Vasile Ernu, Mihai Iovănel, Florin Poenaru, Iulia Popovici, Costi Rogozanu, Victoria Stoiciu, Ciprian Șiulea și Ovidiu Țichindeleanu. Printre autorii care publică regulat pe site se regăsesc mulți dintre autorii contraraportului critic la Raportul Tismăneanu. Majoritatea au o poziție critică față de intelectualitatea de dreapta și anticomunism.
CriticAtac este susținut de Fundația „Friedrich Ebert”. Cu ajutorul fundației, a organizat mai multe conferințe, precum „Noului război civil european” a filosofului maghiar G. M. Tamas la SNSPA, și „România și Europa. Acumularea decalajelor economice”, moderată de istoricul Bogdan Murgescu și publicistul Liviu Antonesei. Din 2011, CriticAtac editează în fiecare an o antologie cuprinzând o selecție de texte apărute anterior pe site (în 2011, ea a fost publicată de Editura Cartier din Chișinău, iar în 2012 - de Editura Tact din Cluj). Anual, grupul CriticAtac acordă un premiu pentru un volum ce tratează teme sociale, politice și ideologice relevante pentru societatea românească de azi. Până acum, premiul a fost atribuit lui Bogdan Murgescu, pentru România și Europa. Acumularea decalajelor economice (1500-2010) (Editura Polirom, 2010), Alex Goldiș, Critica în tranșee. De la realismul socialist la autonomia esteticului (Cartea Românească, 2011), și Victor Rizescu, Tranziții discursive (Editura Corint, 2012).